# Zachodni okręg administracyjny Moskwy
Zachodni okręg administracyjny Moskwy (ros. Западный административный округ Москвы) — jeden z dwunastu okręgów administracyjnych Moskwy, położony w zachodniej części miasta. Okręg liczy około 153 km² powierzchni i graniczy z okręgami Północno-zachodnim od północy, Centralnym na północnym wschodzie, Południowo-zachodnim, od wschodu i Nowomoskiewskim od południa. Podzielony jest na 13 rejonów, a według spisu powszechnego z 2021 roku obszar zamieszkiwało około 1 395 986 mieszkańców.

## Podział regionalny
1. Dorogomiłowo (Дорогомилово)
2. Fili-Dawydkowo (Фили-Давыдково)
3. Filowskij Park (Филёвский Парк)
4. Kryłatskoje (Крылатское)
5. Kuncewo (Кунцево)
6. Możajskij (Можайский)
7. Nowo-Pieriediełkino (Ново-Переделкино)
8. Oczakowo-Matwiejewskoje (Очаково-Матвеевское)
9. Prospiekt Wiernandskogo (Проспект Вернандского)
10. Ramienki (Раменки)
11. Sołncewo (Солнцево)
12. Tropariowo-Nikulino (Тропарёво-Никулино)
13. Wnukowo (Внуково)